# Protomicarea limosa
Protomicarea limosa är en lavart som först beskrevs av Erik Acharius, och fick sitt nu gällande namn av Hafellner. Protomicarea limosa ingår i släktet Protomicarea och familjen Psoraceae.  Arten är reproducerande i Sverige. Inga underarter finns listade i Catalogue of Life.